# Deuerling
Deuerling település Németországban, azon belül Bajorországban. Lakosainak száma 1993 fő (2023. december 31.).

## Népesség
A település népessége az elmúlt években az alábbi módon változott:
| Lakosok száma | 779  | 937  | 1295 | 1625 | 2013 | 2066 | 2055 | 2031 | 1987 | 1993 |
|               | 1875 | 1950 | 1975 | 1987 | 2012 | 2014 | 2016 | 2017 | 2021 | 2023 |